# 和平島龍目井
和平島龍目井，是位於臺灣基隆市中正區和憲里、和平島的水井，為臺灣西班牙統治時期供聖薩爾瓦多城水源而建，列為基隆市歷史建築。

## 歷史
和平島龍目井位於基隆市和一路2巷通往和平島景觀平台途中右側路邊，為1626年5月16日西班牙軍佔領島後所設，以替聖薩爾瓦多城供水源。1654年，荷蘭地圖提到此井，記載是朝向維多利亞圓堡路旁的淡水冷泉。漢人則因井正為在島嶼北側的龍仔頂，以龍目井命名。

《小琉球漫誌》卷六：
|  | 龍目井在雞籠山麓，下臨大海，四周斥鹵，泉湧如珠，噴地而出，甘冽冠於全臺。或云荷蘭所濬。但其井相距府治千餘里，且生番出入之地，不能致也。 |

日本政府調查古蹟時，於井旁立下小石碑，名為「神水」。當時，在井前建置一小蓄水池。1941年，太平洋戰爭爆發後，日軍為了保護此井特別加建半圓體的水泥掩體。
據島民潘江衛表示，島上的井水因與海水相混合，都具海水鹹味，唯有這口井味甘而美、清澄可見，居民不僅喜以為飲用水，就連灌溉用水也來這挑取。和平島海產街有不少店家會抽此井水養魚，因此井內設置抽水馬達設備，外接水管。台東阿拉寶灣部落的阿美族為作漁工移居和一路2巷後，因土地屬於軍方，房子是無法申請水電的違建，飲用水就靠此井。
2006年經地方與文史人士爭取，成為基隆市市定歷史建築，土地為國有財產署所有。巿府召集會勘，包括和憲里長彭增財、鄰長、阿拉寶灣原住民都同意打掉水泥掩體作涼亭，但在9月21日受到基隆巿愛鄉文化協會藍秀鳳等人反對。
2016年8月8日晚，井旁塌陷約3公尺深。中正區公所經建課課長林柏樹表示，應是地下水流失、土壤遭沖刷所致，但坍塌後才發現建造超過30年的公園PVC磚竟沒綁鋼筋。